# Pipistrellus maderensis
Il pipistrello di Madeira (Pipistrellus maderensis  Dobson, 1878) è un pipistrello della famiglia dei Vespertilionidi diffuso sull'isola di Madeira e sulle Isole Canarie.

## Descrizione

### Dimensioni
Pipistrello di piccole dimensioni, con la lunghezza della testa e del corpo tra 39 e 47 mm, la lunghezza dell'avambraccio tra 30 e 35 mm, la lunghezza della coda tra 30 e 36 mm e un peso fino a 9 g.

### Aspetto
Le parti dorsali sono marroni scure con la punta dei peli più chiara, mentre le parti ventrali sono nerastre con la punta dei peli bruno-giallastra. Il muso è largo, con due nasse ghiandolari sui lati. Gli occhi sono piccoli. Le orecchie sono piccole, ben separate tra loro, triangolari, con l'estremità arrotondata e con un incavo provondo a metà del bordo posteriore. Il trago è stretto. Le membrane alari sono castane scure e attaccate posteriormente alla base delle dita dei piedi, i quali sono piccoli. La punta della lunga coda si estende leggermente oltre l'ampio uropatagio, il cui margine libero, in alcune popolazioni delle Isole Canarie è bordato di bianco. Il calcar è provvisto di un lobo terminale. Le femmine sono più grandi dei maschi. 

## Biologia

### Comportamento
Si rifugia tra le fronde della palma delle Canarie, nelle case, edifici abbandonati, gallerie laviche e piccole grotte marine. Forma colonie esclusivamente di femmine, mentre i maschi vivono solitari.

### Alimentazione
Si nutre di insetti, particolarmente lepidotteri e ditteri catturati lungo i sentieri nei boschi.

## Distribuzione e habitat
Questa specie è conosciuta soltanto sulle isole di Las Palmas, La Gomera, El Hierro e Tenerife nelle Isole Canarie e sull'isola di Madeira. Gli individui osservati sulle isole di Santa Maria, Flores, Corvo, Graciosa e São Jorge, nelle Azzorre, potrebbero appartenere a questa specie.
Vive in tutti i tipi di habitat presenti nell'areale, da quelli acquatici ai boschi e fattorie, fino a 2.150 metri di altitudine.

## Conservazione
La IUCN Red List, considerato l'areale limitato e seriamente frammentato, il declino del proprio habitat e il disturbo arrecato nei propri rifugi, classifica P.maderensis come specie in pericolo di estinzione (Endangered).